# فرانسيس غينسبيرغ
فرانسيس غينسبيرغ (بالإنجليزية: Frances Ginsberg)‏ هي مغنية ومغنية أوبرا أمريكية، ولدت في 11 مارس 1955 في سانت لويس في الولايات المتحدة، وتوفيت في 24 ديسمبر 2010.